# Amsacrine
Amsacrine (từ đồng nghĩa: m-AMSA, acrid502 anisidide) là một chất chống ung thư.
Nó đã được sử dụng trong bệnh bạch cầu tăng lympho bào cấp tính.

## Cơ chế
Hệ thống vòng hợp nhất phẳng của nó có thể xen kẽ vào DNA của các tế bào khối u, do đó làm thay đổi tỷ lệ rãnh chính và phụ. Những thay đổi cấu trúc DNA này ức chế cả sao chép và sao chép DNA bằng cách giảm sự liên kết giữa DNA bị ảnh hưởng và: DNA polymerase, RNA polymerase và các yếu tố phiên mã.
Amsacrine cũng thể hiện hoạt động ức chế topoisomerase, đặc biệt ức chế topoisomerase II (so sánh với tác nhân etoposide được biết đến nhiều hơn). Ngược lại, o-AMSA có cấu trúc tương tự nhau về vị trí của nhóm thế methoxy trên vòng anilino có rất ít khả năng gây độc cho topoisomerase II mặc dù có hành vi xen kẽ của nó, cho thấy rằng sự xen kẽ của phân tử trong chính nó không đủ để bẫy topoisomerase II. như một phức hợp cộng hóa trị trên DNA.